# 3391 Sinon
3391 Sinon è un asteroide troiano di Giove del campo greco. Scoperto nel 1977, presenta un'orbita caratterizzata da un semiasse maggiore pari a 5,3036528 UA e da un'eccentricità di 0,0819090, inclinata di 14,86969° rispetto all'eclittica.
L'asteroide è dedicato a Sinone, il soldato greco che finse di essere dimenticato dai compagni partiti e che notte tempo aprì il cavallo di Troia.